# 敷島町 (前橋市)
敷島町（しきしまちょう）は、群馬県前橋市の地名。郵便番号は371-0036。2013年現在の面積は0.82km2。

## 地理
利根川が町の西から南西を流れているが、明治元年の秋までは現在の敷島町全域を流れていた。そのため昭和40年代までは、以前の河床、中洲、自然堤防、河跡沼などがみられた。

### 河川
- 利根川

## 歴史
1954年に南橘村上小出、川原の各一部が合併して成立した地名である。現在の敷島公園と浄水場は大正末期から市有地、総合グラウンドと水産試験場は県有地だった。敷島公園は県と市が拡充整備を図るには、合併したほうが好都合であることから当町は南橘村より一歩早く前橋市に編入された。

### 年表
- 1954年 南橘村上小出、川原の各一部が合併し成立した。

### 地名の由来
町域の大半を敷島公園が占めていることに由来する。

## 世帯数と人口
2017年（平成29年）8月31日現在の世帯数と人口は以下の通りである。
| 町丁   | 世帯数  | 人口  |
| ------ | ------- | ----- |
| 敷島町 | 371世帯 | 862人 |

## 小・中学校の学区
市立小・中学校に通う場合、学区は以下の通りとなる。
| 番地 | 小学校             | 中学校             |
| ---- | ------------------ | ------------------ |
| 全域 | 前橋市立岩神小学校 | 前橋市立第三中学校 |

## 交通

### 鉄道
鉄道駅はない。

### 道路
国道、県道ともに通っていない。

## 施設
- 敷島公園
  - 群馬県立敷島公園県営陸上競技場（正田醤油スタジアム群馬）
  - 群馬県立敷島公園補助陸上競技場
  - 群馬県立敷島公園サッカー・ラグビー場
  - 群馬県立敷島公園野球場（上毛新聞敷島球場）
  - 群馬県立敷島公園水泳場
- 萩原朔太郎記念館
- 敷島浄水場
- 前橋市水道資料館